# 김성윤 (연출가)
김성윤(1976년 ~ )은 대한민국의 드라마 PD이다. 현재 JTBC 소속이다.

## 경력
- KBS 시사교양본부 프로듀서
- KBS 드라마본부 프로듀서
- JTBC 드라마본부 프로듀서 (2017년 ~ 2021년)
- 스튜디오플로우 프로듀서(2021년 ~ )

## 연출 작품

### 드라마
| 방송 년도 | 방송사   | 제목                                   | 각본           | 비고                          |
| --------- | -------- | -------------------------------------- | -------------- | ----------------------------- |
| 2009년    | KBS2     | 결혼 못하는 남자                       | 여지나         | 16부작, 조연출                |
| 2010년    | KBS1     | 거상 김만덕                            | 김진숙,강다영  | 30부작, 강병택 PD와 공동 연출 |
| 2011년    | KBS2     | 드림하이                               | 박혜련         | 16부작, 이응복 PD와 공동 연출 |
| 2011년    | KBS2     | KBS 드라마 스페셜 - 휴먼 카지노        | 허성혜         | 단막극                        |
| 2011년    | KBS2     | KBS 드라마 스페셜 - 늦어서 미안해      | 김보연         | 단막극                        |
| 2012년    | KBS2     | 빅                                     | 홍정은, 홍미란 | 16부작, 지병현 PD와 공동 연출 |
| 2013년    | KBS2     | KBS 드라마 스페셜 - 사춘기 메들리      | 김보연         | 4부작 단막극                  |
| 2013년    | KBS2     | KBS 드라마 스페셜 - 아빠는 변태중      | 김보연         | 단막극                        |
| 2014년    | KBS2     | KBS 드라마 스페셜 - 내가 결혼하는 이유 | 김은지         | 단막극, 백상훈 PD와 공동 연출 |
| 2014년    | KBS2     | 연애의 발견                            | 정현정         | 16부작, 이응복 PD와 공동 연출 |
| 2015년    | KBS2     | 후아유 - 학교 2015                     | 김민정, 임예진 | 16부작, 백상훈 PD와 공동 연출 |
| 2016년    | KBS2     | 구르미 그린 달빛                       | 김민정, 임예진 | 18부작, 백상훈 PD와 공동 연출 |
| 2020년    | JTBC     | 이태원 클라쓰                          | 광진           | 16부작, 강민구 PD와 공동 연출 |
| 2022년    | 넷플릭스 | 안나라수마나라                         | 김민정         |                               |

### 시사/교양
| 방송 년도     | 방송사 | 제목     | 각본 | 비고    |
| ------------- | ------ | -------- | ---- | ------- |
| 2011년~2014년 | KBS1   | 스카우트 |      | 160부작 |

### 예능
| 방송 년도 | 방송사 | 제목   | 비고 |
| --------- | ------ | ------ | ---- |
| 2022년    | TVING  | 청춘MT |      |

## 수상 및 후보
| 연도 | 시상식                      | 부문                        | 작품             | 결과 |
| ---- | --------------------------- | --------------------------- | ---------------- | ---- |
| 2017 | 제29회 한국PD대상           | 작품상 TV 드라마 부문       | 구르미 그린 달빛 | 후보 |
| 2017 | 2017 휴스턴 국제영화제      | 대상(Platinum Remi)         | 구르미 그린 달빛 | 수상 |
| 2017 | 제53회 백상예술대상         | TV부문 드라마 작품상        | 구르미 그린 달빛 | 후보 |
| 2017 | 제12회 서울 드라마 어워즈   | 한류 드라마 작품상 최우수상 | 구르미 그린 달빛 | 수상 |
| 2017 | 제10회 코리아 드라마 어워즈 | 작품상                      | 구르미 그린 달빛 | 후보 |
| 2017 | 제10회 코리아 드라마 어워즈 | 프로듀서상                  | 구르미 그린 달빛 | 후보 |
| 2020 | 제56회 백상예술대상         | TV부문 연출상               | 이태원 클라쓰    | 후보 |